# Vyšehrad (metrostation)
Vyšehrad is een station aan lijn C van de metro van Praag. Het station werd geopend op 9 mei 1974 en ligt in de wijk Vyšehrad. Voorheen was dit station bekend onder de naam Gottwaldova.

## Karakteristieken
Het station ligt aan het eind van de Nusle brug, recht onder het wegdek. De uitgangen leiden rechtstreeks naar een park, het congrescentrum en het Corinthia hotel. Met 43 miljoen Tsjechische kronen behoort het station tot de goedkoopste in Praag.

## Fotogalerie

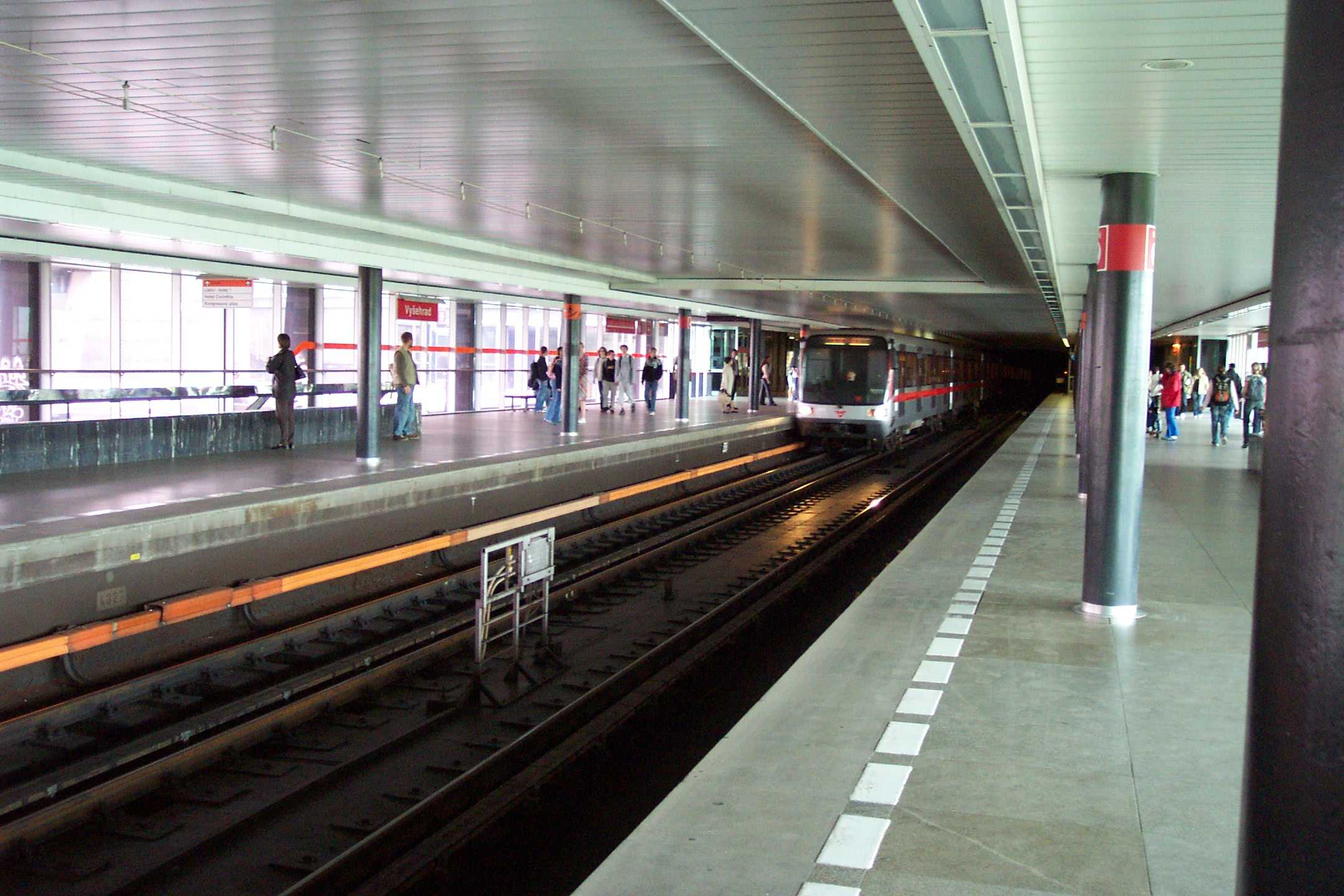
Vyšehrad metrostation, platform
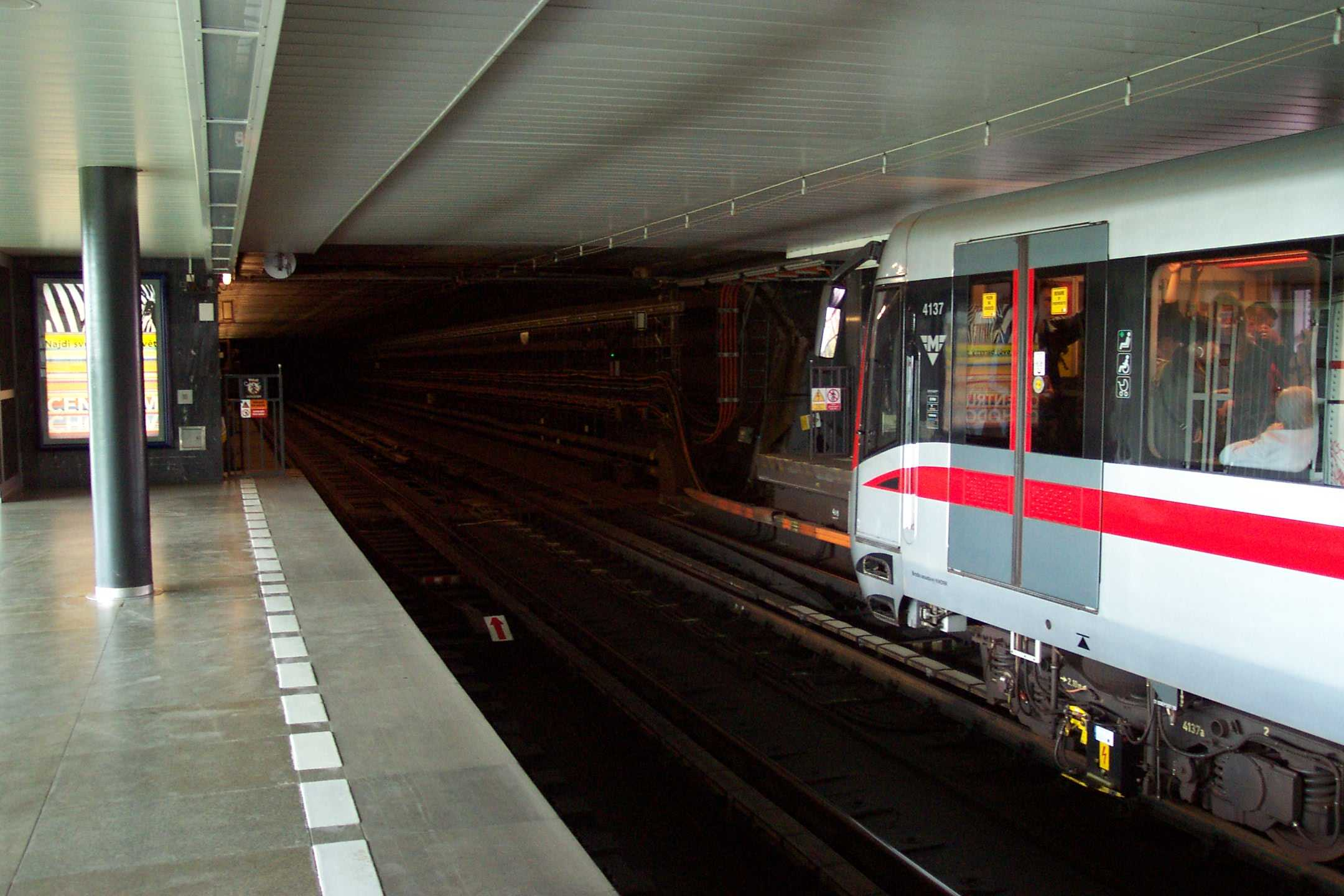
Beeld in richting van Nusle brug

Letňany · Prosek · Střížkov · Ládví · Kobylisy · Nádraží Holešovice · Vltavská · Florenc · Hlavní nádraží · Muzeum · I. P. Pavlova · Vyšehrad · Pražského povstání · Pankrác · Budějovická · Kačerov · Roztyly · Chodov · Opatov · Háje